# Gran Premio d'Austria 1983
Il Gran Premio d'Austria 1983 è stata la undicesima prova della stagione 1983 del Campionato mondiale di Formula 1. Si è corsa domenica 14 agosto 1983 sull'Österreichring. La gara è stata vinta dal francese Alain Prost su Renault; per il vincitore si trattò del nono successo nel mondiale.  Ha preceduto sul traguardo il connazionale René Arnoux su Ferrari e il brasiliano Nelson Piquet su Brabham-BMW.

## Vigilia

### Sviluppi futuri
Venne ufficializzato l'accordo tra la Williams e la Honda per la fornitura dei motori turbo da parte di quest'ultima, alla scuderia britannica, che ancora utilizzava i motori della Cosworth, non sovralimentati. L'accordo era previsto per le stagioni 1984 e 1985. La Williams s'impegnò a costruire un nuovo modello, entro la fine della stagione 1983, al fine di testare, da subito, il nuovo propulsore. Si intensificarono le voci di un passaggio di Alain Prost alla Scuderia Ferrari, al posto di René Arnoux, per la stagione 1984.

### Aspetti tecnici
La Tyrrell presentò il modello 012, concepito da Maurice Philippe. La scocca era in fibra di carbonio e alluminio a nido d'ape, utilizzava un sistema in-board di collegamento tra la scatola del cambio e i dischi dei freni anteriori, mentre i radiatori laterali erano disposti obliquamente. Somigliava alla Brabham BT52 e alla Williams FW08, e sembrava già disegnata per accogliere un motore turbo in futuro, pur continuando a montare il Ford Cosworth DFY. La nuova vettura venne affidata al solo Michele Alboreto. Il pilota italiano però, dopo pochi giri di prova, decise di impiegare il modello precedente, per il resto del weekend.
Sulla Toleman di Derek Warwick venne montato un nuovo turbocompressore, costruito dalla Holsett.

### Aspetti sportivi
A seguito delle critiche espresse da Manfred Winkelhock, in merito alla qualità della sua ATS, il patron della scuderia, Günther Schmidt, decise di licenziare il pilota. La scuderia tedesca si rivolse così a Stefan Bellof, che era già stato iscritto agli ultimi due gran premi, senza però prendere parte alle qualificazioni. Il rifiuto di Bellof di guidare per l'ATS costrinse il team a riassumere Winkelhock. La scuderia non confermò nemmeno l'impiego di una seconda vettura, inizialmente destinata al pilota di casa Jo Gartner.
La FISA emanò una direttiva che impediva la presenza dei giornalisti della carta stampata all'interno dei box, permettendo l'accesso solo alle troupe televisive. La decisione provocò la protesta del sindacato che riuniva i giornalisti, l'IRPA.

## Qualifiche

### Resoconto
Nella prima giornata di prove René Arnoux fu il più rapido, con 1'29"995, precedendo, di quattro decimi, il compagno di team Patrick Tambay. Più lontani gli avversari, con Alain Prost, terzo, staccato di quasi un secondo dal ferrarista. La sessione fu caratterizzata anche dall'invasione di pista da parte di un piccolo cervo, che costrinse la direzione ad esporre le bandiere gialle. Elio De Angelis fu protagonista, nelle libere del mattino, di un'uscita di pista con diversi testacoda. Gli fu riscontrato un piccolo trauma cranico, che però non ne impedì la presenza nella sessione ufficiale. La Brabham fu penalizzata da diverse problemi tecnici, con Riccardo Patrese che fu costretto a cercare il tempo utilizzando la vettura di Nelson Piquet.
L'inizio della sessione di qualifiche del sabato fu ritardata di mezz'ora, per l'atterraggio sulla pista di un jet militare, dovuto alla necessità di effettuare il rifornimento. Proseguì la lotta per la pole position tra i due piloti della Scuderia Ferrari. Tambay strappò il miglior tempo ad Arnoux, per soli 64 millesimi. Arnoux fu però penalizzato dalla rottura del propulsore dopo mezz'ora dall'inizio delle qualifiche. Il francese avrebbe dovuto utilizzare il muletto, che era adattato però per Tambay, e il poco tempo a disposizione non avrebbe permesso ad Arnoux di rientrare in pista. Per la Ferrari fu la 100ª pole position nel mondiale di F1.
Al terzo posto si pose Nigel Mansell, staccato di 8 decimi da Tambay, che precedette Nelson Piquet, Alain Prost e Riccardo Patrese. Il francese spiegò il suo ritardo con la necessità di salvaguardare la monoposto per la gara, visti i problemi di surriscaldamento del motore. Il primo dei piloti, con vettura a motore non sovralimentato, fu Niki Lauda, in settima fila.

### Risultati
Nella sessione di qualifica si è avuta questa situazione:
| Pos | Nº | Pilota             | Costruttore             | Tempo    | Griglia |
| --- | -- | ------------------ | ----------------------- | -------- | ------- |
| 1   | 27 | Patrick Tambay     | Ferrari                 | 1'29"871 | 1       |
| 2   | 28 | René Arnoux        | Ferrari                 | 1'29"935 | 2       |
| 3   | 12 | Nigel Mansell      | Lotus-Renault           | 1'30"457 | 3       |
| 4   | 5  | Nelson Piquet      | Brabham-BMW             | 1'30"566 | 4       |
| 5   | 15 | Alain Prost        | Renault                 | 1'30"841 | 5       |
| 6   | 6  | Riccardo Patrese   | Brabham-BMW             | 1'31"440 | 6       |
| 7   | 36 | Bruno Giacomelli   | Toleman-Hart            | 1'31"693 | 7       |
| 8   | 16 | Eddie Cheever      | Renault                 | 1'31"695 | 8       |
| 9   | 23 | Mauro Baldi        | Alfa Romeo              | 1'31"769 | 9       |
| 10  | 35 | Derek Warwick      | Toleman-Hart            | 1'31"962 | 10      |
| 11  | 22 | Andrea De Cesaris  | Alfa Romeo              | 1'32"359 | 11      |
| 12  | 11 | Elio de Angelis    | Lotus-Renault           | 1'32"451 | 12      |
| 13  | 9  | Manfred Winkelhock | ATS-BMW                 | 1'33"211 | 13      |
| 14  | 8  | Niki Lauda         | McLaren-Ford Cosworth   | 1'34"518 | 14      |
| 15  | 1  | Keke Rosberg       | Williams-Ford           | 1'35"380 | 15      |
| 16  | 40 | Stefan Johansson   | Spirit-Honda            | 1'35"892 | 16      |
| 17  | 7  | John Watson        | McLaren-Ford Cosworth   | 1'36"059 | 17      |
| 18  | 3  | Michele Alboreto   | Tyrrell-Ford Cosworth   | 1'36"079 | 18      |
| 19  | 30 | Thierry Boutsen    | Arrows-Ford Cosworth    | 1'36"357 | 19      |
| 20  | 25 | Jean-Pierre Jarier | Ligier-Ford Cosworth    | 1'36"435 | 20      |
| 21  | 33 | Roberto Guerrero   | Theodore-Ford Cosworth  | 1'36"532 | 21      |
| 22  | 29 | Marc Surer         | Arrows-Ford Cosworth    | 1'36"619 | 22      |
| 23  | 4  | Danny Sullivan     | Tyrrell-Ford Cosworth   | 1'36"772 | 23      |
| 24  | 2  | Jacques Laffite    | Williams-Ford Cosworth  | 1'37"017 | 24      |
| 25  | 32 | Piercarlo Ghinzani | Osella-Alfa Romeo       | 1'37"117 | 25      |
| 26  | 31 | Corrado Fabi       | Osella-Alfa Romeo       | 1"37"217 | 26      |
| NQ  | 26 | Raul Boesel        | Ligier-Ford Cosworth    | 1'37"400 | NQ      |
| NQ  | 34 | Johnny Cecotto     | Theodore-Ford Cosworth  | 1'37"497 | NQ      |
| NQ  | 17 | Kenny Acheson      | RAM March-Ford Cosworth | 1'38"974 | NQ      |

## Gara

### Resoconto
Stefan Johansson rischiò di non poter prendere parte alla gara, per un problema a una sospensione, verificatosi nel giro di ricognizione. Fu costretto a correre con la vettura muletto.
Patrick Tambay mantenne il comando del gran premio al via, mentre Alain Prost attaccò, ma senza successo, René Arnoux; più dietro, Nigel Mansell riuscì a passare sia il pilota della Renault che Riccardo Patrese, mentre Nelson Piquet era terzo; l'altro pilota della Lotus, Elio De Angelis fu vittima di un incidente, e costretto al ritiro. Nel corso del primo giro vi fu un contatto tra la vettura di Jacques Laffite e quella di Piercarlo Ghinzani; l'Osella, a sua volta, colpì l'Arrows di Marc Surer che, finendo in testacoda, venne colpita dalla monoposto di Danny Sullivan. Corrado Fabi fu perciò costretto a una brusca frenata, tanto da non poter essere evitato da John Watson, che danneggiò l'alettone anteriore. Surer e Sullivan si ritirarono. Sempre nel corso del primo giro Prost prese il quarto posto a Mansell. L'inglese cedette, nel giro seguente, anche a Patrese.
Al nono giro, nelle retrovie, Michele Alboreto, in un tentativo di sorpasso, mandò in testacoda la vettura di Johansson. Lo svedese poté ripartire, mentre l'italiano, con una sospensione rotta, fu costretto all'abbandono. Al giro 14 anche l'altro pilota italiano, Mauro Baldi, mentre era ottavo, dovette gettare la spugna, per un problema tecnico.
Sfruttando dei doppiaggi, al sedicesimo giro, Alain Prost attaccò Nelson Piquet, alla chicane Parmalat. Le due auto vennero a contatto, ma Prost fu comunque in grado di sopravanzare il brasiliano, che però, si rifece dopo poche centinaia di metri, alla Bosch. Il giro seguente, l'altro pilota della Renault, Eddie Cheever, strappò il sesto posto a Mansell, che scontava problemi di degrado sugli pneumatici. Al ventiduesimo giro, Patrick Tambay, penalizzato da un lento doppiggio su Jean-Pierre Jarier, fu prima passato da René Arnoux, poi da Nelson Piquet. Nello stesso giro Prost si fermò ai box, mentre Andrea De Cesaris passò Mansell.
Al giro 27 si fermò anche Cheever, mentre al giro 28 fu il turno per il leader della corsa, René Arnoux e per Patrese. La classifica vedeva al comando Nelson Piquet, seguito da Tambay, Arnoux, De Cesaris, Prost, Cheever e Mansell.
Nei giri seguenti Tambay mise sotto pressione Piquet, costringendolo anche a mettere una ruota sull'erba, prima di passarlo alla Glatzkurve al trentunesimo giro. La gara del ferrarista terminò pochi metri dopo, quando una perdita d'olio lo costrinse all'abbandono. Nello stesso giro terminò la gara anche Patrese, per la mancanza d'acqua nel motore. Sempre al giro 31 Nigel Mansell effettuò la sua sosta.
Piquet attese il giro 32 per il cambio gomme: rientrò in pista primo, ma a gomme fredde, venne attaccato da Arnoux, che però non riuscì a cogliere il sorpasso. Andrea De Cesaris non riuscì a raggiungere i box, per la sua sosta, per la mancanza di benzina, e abbandonò così la gara. Dietro ai due battistrada si trovarono, perciò, le due Renault di Prost e Cheever, seguite da Mansell, Lauda e Jarier.
Dal trentasettesimo giro la Brabham di Piquet subì una perdita di potenza del motore BMW, col brasiliano che dovette ridurre la pressione di sovralimentazione. Nei due giri successivi Piquet dovette cedere prima ad Arnoux, poi, dopo un duro duello, anche a Prost.
Al quarantottesimo giro René Arnoux ebbe un'esitazione alla Flatschach (anche a causa di un problema alla quarta marcia), e venne passato da Alain Prost, che condivideva lo stesso problema tecnico del ferrarista. Alain Prost s'impose, per la nona volta nel mondiale, precedendo René Arnoux, che vide cedere il suo motore pochi metri dopo il traguardo. Terzo terminò Piquet, che seppe resistere, con la vettura limitata dai problemi al turbo, al ritorno di Cheever. Niki Lauda ottenne un punto per il sesto posto.

### Risultati
I risultati del gran premio furono i seguenti:
| Pos | No | Pilota             | Costruttore             | Giri | Tempo/Ritiro               | Pos. griglia | Punti |
| --- | -- | ------------------ | ----------------------- | ---- | -------------------------- | ------------ | ----- |
| 1   | 15 | Alain Prost        | Renault                 | 53   | 1h24'322745                | 5            | 9     |
| 2   | 28 | René Arnoux        | Ferrari                 | 53   | + 6"835                    | 2            | 6     |
| 3   | 5  | Nelson Piquet      | Brabham-BMW             | 53   | + 27"659                   | 4            | 4     |
| 4   | 16 | Eddie Cheever      | Renault                 | 53   | + 28"395                   | 8            | 3     |
| 5   | 12 | Nigel Mansell      | Lotus-Renault           | 52   | +1 giro                    | 3            | 2     |
| 6   | 8  | Niki Lauda         | McLaren-Ford Cosworth   | 51   | +2 giri                    | 14           | 1     |
| 7   | 25 | Jean-Pierre Jarier | Ligier-Ford Cosworth    | 51   | +2 giri                    | 20           |       |
| 8   | 1  | Keke Rosberg       | Williams-Ford Cosworth  | 51   | +2 giri                    | 15           |       |
| 9   | 7  | John Watson        | McLaren-Ford Cosworth   | 51   | +2 giri                    | 17           |       |
| 10  | 31 | Corrado Fabi       | Osella-Alfa Romeo       | 50   | +3 giri                    | 26           |       |
| 11  | 32 | Piercarlo Ghinzani | Osella-Alfa Romeo       | 49   | +4 giri                    | 25           |       |
| 12  | 40 | Stefan Johansson   | Spirit-Honda            | 48   | +5 giri                    | 16           |       |
| 13  | 30 | Thierry Boutsen    | Arrows-Ford Cosworth    | 48   | +5 giri                    | 19           |       |
| Rit | 9  | Manfred Winkelhock | ATS-BMW                 | 33   | Perdita d'acqua            | 13           |       |
| Rit | 22 | Andrea De Cesaris  | Alfa Romeo              | 31   | Mancanza di benzina        | 11           |       |
| Rit | 27 | Patrick Tambay     | Ferrari                 | 30   | Iniezione                  | 1            |       |
| Rit | 6  | Riccardo Patrese   | Brabham-BMW             | 29   | Motore                     | 6            |       |
| Rit | 33 | Roberto Guerrero   | Theodore-Ford Cosworth  | 25   | Cambio                     | 21           |       |
| Rit | 2  | Jacques Laffite    | Williams-Ford Cosworth  | 21   | Vibrazioni                 | 24           |       |
| Rit | 23 | Mauro Baldi        | Alfa Romeo              | 13   | Perdita d'olio             | 9            |       |
| Rit | 3  | Michele Alboreto   | Tyrrell-Ford Cosworth   | 8    | Collisione con S.Johansson | 18           |       |
| Rit | 35 | Derek Warwick      | Toleman-Hart            | 2    | Turbo                      | 10           |       |
| Rit | 36 | Bruno Giacomelli   | Toleman-Hart            | 1    | Radiatore                  | 7            |       |
| Rit | 11 | Elio De Angelis    | Lotus-Renault           | 0    | Collisione alla partenza   | 12           |       |
| Rit | 29 | Marc Surer         | Arrows-Ford Cosworth    | 0    | Collisione alla partenza   | 22           |       |
| Rit | 4  | Danny Sullivan     | Tyrrell-Ford Cosworth   | 0    | Collisione alla partenza   | 23           |       |
| NQ  | 26 | Raul Boesel        | Ligier-Ford Cosworth    |      |                            |              |       |
| NQ  | 34 | Johnny Cecotto     | Theodore-Ford Cosworth  |      |                            |              |       |
| NQ  | 17 | Kenny Acheson      | RAM March-Ford Cosworth |      |                            |              |       |
| NA  | 10 | Jo Gartner         | ATS-BMW                 |      |                            |              |       |

## Classifiche

### Piloti
| Pos. | Pilota            | Punti |
| ---- | ----------------- | ----- |
| 1    | Alain Prost       | 51    |
| 2    | Nelson Piquet     | 37    |
| 3    | René Arnoux       | 34    |
| 4    | Patrick Tambay    | 31    |
| 5    | Keke Rosberg      | 25    |
| 6    | John Watson       | 18    |
| 7    | Eddie Cheever     | 17    |
| 8    | Niki Lauda        | 12    |
| 9    | Jacques Laffite   | 11    |
| 10   | Michele Alboreto  | 9     |
| 11   | Andrea De Cesaris | 6     |
| 12   | Nigel Mansell     | 6     |
| 13   | Riccardo Patrese  | 4     |
| 14   | Marc Surer        | 4     |
| 15   | Danny Sullivan    | 2     |
| 16   | Johnny Cecotto    | 1     |
| 17   | Mauro Baldi       | 1     |

### Costruttori
| Pos. | Team                   | Punti |
| ---- | ---------------------- | ----- |
| 1    | Renault                | 68    |
| 2    | Ferrari                | 65    |
| 3    | Brabham-BMW            | 41    |
| 4    | Williams-Ford Cosworth | 36    |
| 5    | McLaren-Ford Cosworth  | 30    |
| 6    | Tyrrell-Ford Cosworth  | 11    |
| 7    | Alfa Romeo             | 7     |
| 8    | Lotus-Renault          | 5     |
| 9    | Arrows-Ford Cosworth   | 4     |
| 10   | Theodore-Ford Cosworth | 1     |
| 11   | Lotus-Ford Cosworth    | 1     |